# Антоновка (Якутия)
Анто́новка (якут. Антоновка) — село в Нюрбинском районе Республики Саха (Якутия) России. Административный центр Октябрьского наслега.

## География
Село находится в западной части Якутии, в пределах восточной части Верхневилюйского плато, на левом берегу реки Вилюй, к востоку от города Нюрбы, административного центра района.
Климат
Климат характеризуется как резко континентальный, с продолжительной морозной зимой и жарким летом. Абсолютный минимум температуры воздуха самого холодного месяца (января) составляет −61 °C; абсолютный максимум самого тёплого месяца (июля) — 40 °C. Среднегодовое количество атмосферных осадков составляет 260—280 мм. Снежный покров держится в течение 210—225 дней в году.
Часовой пояс
Село Антоновка находится в часовой зоне МСК+6. Смещение применяемого времени относительно UTC составляет +9:00.

## История
Село было основано в 1876 году скопцами.

## Население
| 1989 | 2002  | 2010  | 2021  |
| ---- | ----- | ----- | ----- |
| 2400 | ↗2514 | ↗2642 | ↗3102 |

Половой состав
По данным Всероссийской переписи населения 2010 года в гендерной структуре населения мужчины составляли 48,1 %, женщины — соответственно 51,9 %.
Национальный состав
Согласно результатам переписи 2002 года, в национальной структуре населения якуты составляли 98 % из 2514 чел.

## Улицы
Уличная сеть села состоит из 60 улиц и 3 переулков.

## Инфраструктура
Действуют средняя общеобразовательная школа, детский сад, участковая больница, библиотека, Дом народного творчества «Тусулгэ» имени Александры Яковлевны Овчинниковой.